# معماری حافظه ثبات
معماری حافظه ثبات (به انگلیسی: Register memory architecture) در مهندسی کامپیوتر، مجموعه دستورالعمل‌هایی است که به عملیات اجازه می‌دهد تا بر روی حافظه (یا از) حافظه، و نیز ثبات، اجرا شود.
اگر معماری اجازه می‌دهد که تمام عملوندها در حافظه یا در ترکیب باشد، یا در ترکیب، آن یک معماری «ثبت به علاوه حافظه» نامیده می‌شود.
در یک رویکرد ثبت - حافظه، یکی از عملوندها برای اضافه کردن عملیات ممکن است درحافظه باشد، در حالی که دیگری در یک رجیستر است.
این با معماری بار-فروشگاه متفاوت است (استفاده از طرح‌های کامپیوتر کم‌دستور یا RISC مانند معماری میپس یا MIPS) که در آن هر دو عملیات برای یک عمل اضافه باید قبل از اضافه کردن ثبت شوند.
نمونه‌هایی از معماری ثبات حافظه IBM System/360 و Intel x86 است.
نمونه‌های ثبت‌نام به اضافه معماری حافظه وکس مجموعه دستور (VAX) و خانواده موتورولا ۶۸۰۰۰ هستند.